# Oligodon condaoensis
Oligodon condaoensis — вид змій родини полозових (Colubridae). Описаний у 2016 році.

## Назва
Назва виду condaoensis посилається на острови Кон Дао, де поширений вид.

## Поширення
Ендемік В'єтнаму. Поширений лише на острові Хон Ба з архіпелагу Кон Дао в провінції Баріа-Вунгтау на півдні країни.